# Anja Krüger
Anja Krüger (geboren am 20. März 1964 in Ost-Berlin), verheiratete Anja Schneider, ist eine ehemalige deutsche Handballspielerin.

## Vereinskarriere
Die 1,83 Meter große und 72 kg schwere Anja Krüger begann 1982 mit Beginn ihres Sportstudiums mit dem Handballspielen. Sie spielte beim SC Leipzig in der höchsten Spielklasse der Deutschen Demokratischen Republik, der Oberliga. Mit dem Team wurde sie in der Spielzeit 1987/1988 DDR-Meisterin und gewann zudem im Jahr 1991 die letzte Spielzeit der Oberliga.

## Nationalmannschaft
Mit der Frauen-Handballnationalmannschaft der DDR bestritt sie 97 Länderspiele. Sie spielte auch bei der Weltmeisterschaft 1990 in Südkorea mit der ostdeutschen Nationalmannschaft, die den dritten Platz belegte. Nach der Wiedervereinigung absolvierte sie 39 Spiele für die deutsche Nationalmannschaft und nahm mit dieser an den Olympischen Spielen 1992 teil, wo das Team den vierten Platz belegte.